# Локалита ал Монте (Милано)
Локалита ал Монте је насеље у Италији у округу Милано, региону Ломбардија.
Према процени из 2011. у насељу је живело 316 становника. Насеље се налази на надморској висини од 169 м.